# 熊水龙
熊水龙（1964年5月—），男，汉族，湖北崇阳人，中华人民共和国政治人物。现任民革中央委员，民革广东省委副主委。第十三、十四届全国政协委员。